# Ford B-Max
Ford B-Max – samochód osobowy typu minivan klasy subkompaktowej produkowany pod amerykańską marką Ford w latach 2012–2017.

## Historia i opis modelu

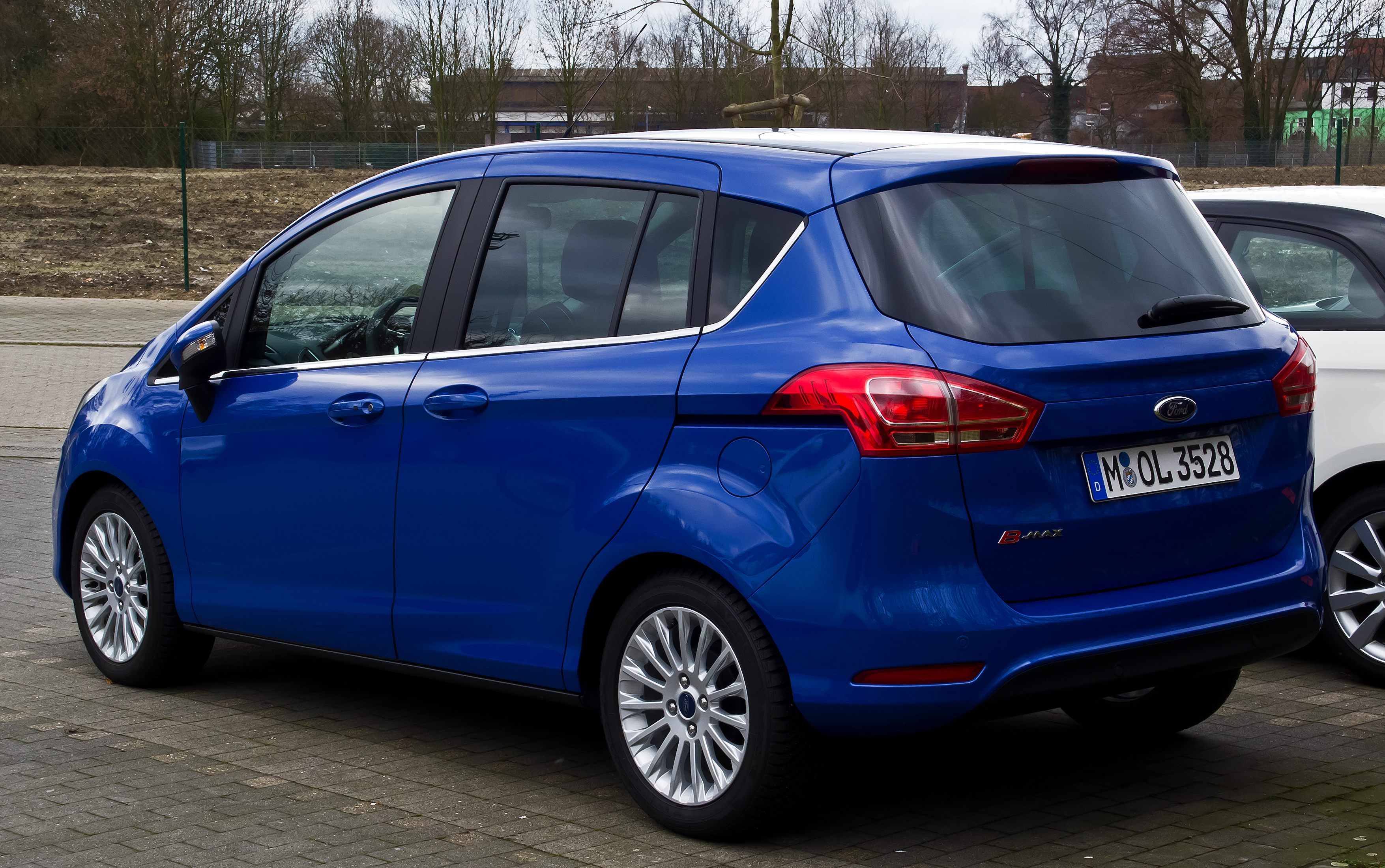
Ford B-Max – tył

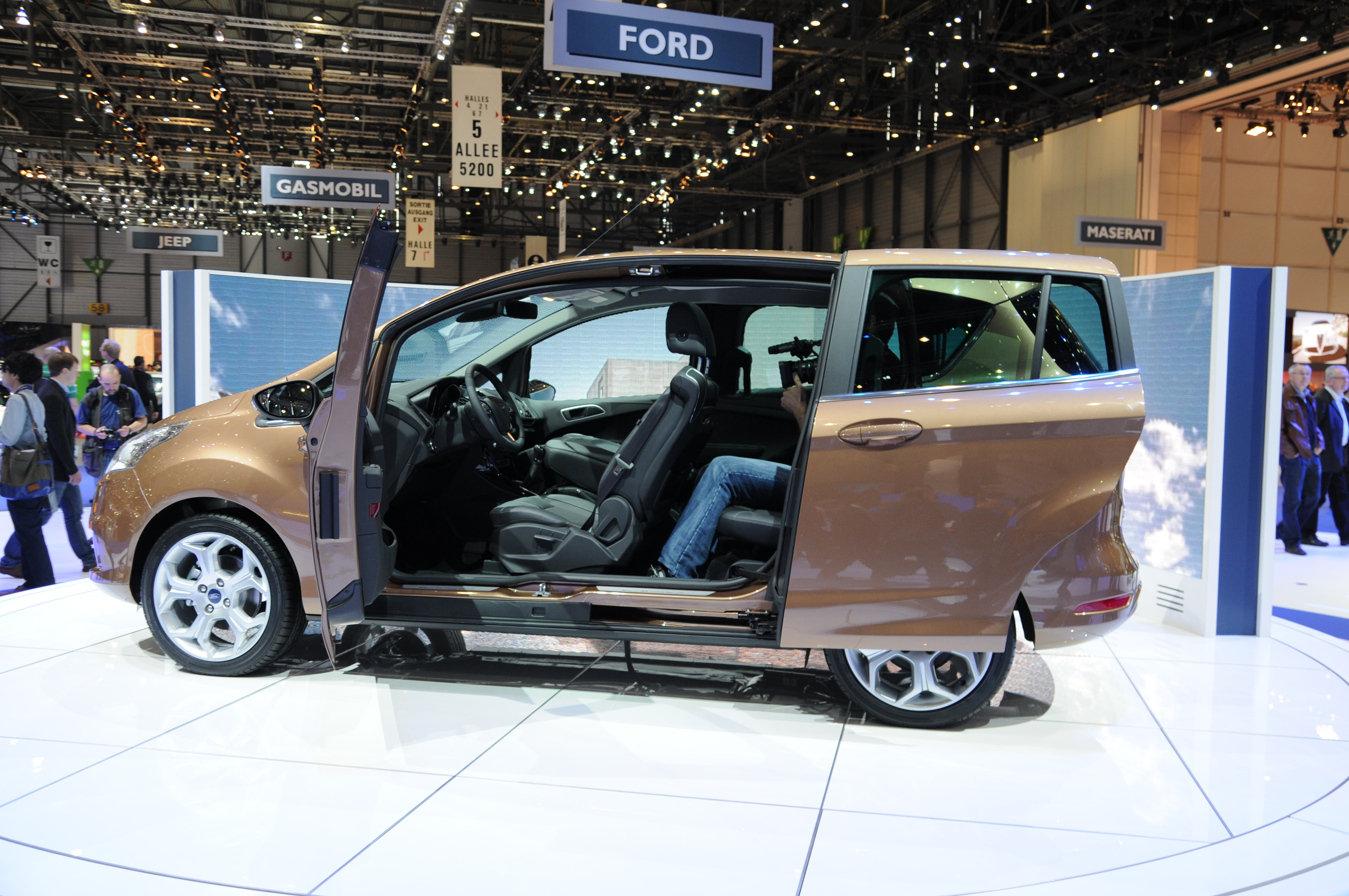
Ford B-Max – profil

Samochód został zbudowany na płycie podłogowej Fiesty. W palecie modelowej Forda usytuowany jest poniżej kompaktowego C-Maxa i jest mniej użytkową alternatywą dla modelu Transit Connect.
Pojazd został zaprojektowany według odświeżonego stylu kinetic design. W samochodzie nie zastosowano słupka B dzięki czemu do wnętrza pojazdu można wejść przez lukę o szerokości 1,5 m powstałą dzięki przesuwanym tylnym drzwiom.
Pierwszy egzemplarz pojazdu został zakupiony przez prezydenta Rumunii – Traiana Băsescu 25 czerwca 2012
W 2016 roku sprzedano w Polsce 2409 egzemplarzy Forda B-Max, dzięki czemu zajął 50 lokatę wśród najchętniej wybieranych samochodach w kraju.

### Sprzedaż
Nowatorska koncepcja samochodu wraz z oryginalną i odważną stylizacją nadwozia nie pomogła modelowi B-Max zyskać popularności na europejskim rynku. Pod koniec lipca 2017 roku Ford ogłosił, że po 5 latach produkcja pojazdu w rumuńskich zakładach marki zostanie zakończona, a sam model w gamie marki nie otrzyma bezpośredniego następcy. Za główną przyczynę tego stanu rzeczy uznaje się spadek zainteresowania samochodami typu minivan na rzecz crossoverów. Miejsce B-Maxa w fabryce Forda w Krajowej jesienią 2017 roku zajął zmodernizowany Ford EcoSport, który z rumuńskich taśm produkcyjnych trafiał odtąd do europejskich klientów. Auto jednocześnie traktowane jest jako nieformalny następca B-Maxa.

### Wersje wyposażeniowe[5]
- Ambiente
- Trend
- Titanium
- Titanium X

Pojazd wyposażyć można było m.in. w system zapobiegający kolizjom przy małych prędkościach (ACS) oraz sterowanie odtwarzaczem i urządzeniami mobilnymi poprzez komendy głosowe (SYNC), układ ułatwiający ruszanie pod górę (HSA), tempomat, panoramiczny dach, elektryczną klimatyzację (EATC), oświetlenie nocne wewnątrz pojazdu oraz system siedzeń, który umożliwia dopasowanie foteli do własnych potrzeb, bezkluczykowy system otwierania drzwi, uruchomienie samochodu przyciskiem, automatyczne wycieraczki z regulacją szybkości, automatyczne reflektory, doświetlanie skrętów oraz drogi do domu i system ogrzewania przedniej szyby oraz składane lusterka. Bezpieczeństwo chronione jest dzięki IPS czyli inteligentnemu systemowi bezpieczeństwa, który zarządza innymi systemami odpowiedzialnymi za ochronę pasażerów, ABS, EBD, EBA i ESP. W aucie zamontowano także automatycznie ściemniające się lusterko wsteczne.

### Silniki
Benzynowe:
- R3 1.0l EcoBoost 100 KM
- R3 1.0l EcoBoost 120 KM
- R3 1.0l SCTi 125 KM
- R3 1.4l Duratec 90 KM
- R4 1.6l Ti-VCT Duratec 105 KM
- R4 1.6l SCTi 150 KM

Wysokoprężne:
- R4 1.5l TDCi 75 KM
- R4 1.6l TDCi 95 KM
- R4 1.6l TDCi 116 KM